# فيرناندو غونزاليس فالنسياغا
فيرناندو غونزاليس فالنسياغا (بالإسبانية: Fernando González Valenciaga)‏، والمعروف باسم ناندو، هو لاعب كرة قدم إسباني معتزل، شارك في نهائيات كأس العالم لكرة القدم 1950.

## وصلات خارجية
- فيرناندو غونزاليس فالنسياغا على موقع قاعدة بيانات كرة القدم.إي يو (الإنجليزية)
- فيرناندو غونزاليس فالنسياغا على موقع ناشيونال فوتبول تيمز (الإنجليزية)
- فيرناندو غونزاليس فالنسياغا على موقع Soccerway.com (الإنجليزية)
- فيرناندو غونزاليس فالنسياغا على موقع عالم كرة القدم.نت (الإنجليزية)

- footballdatabase.eu (بالإسبانية)